# Telenova
Telenova — австралійський інді гурт, з Мельбурна, штат Вікторія, створений у 2020 році.
Гурт Telenova випустив свій дебютний сингл «Bones» 18 березня 2021 року. 
Їхній дебютний мініальбом, Tranquilize, вийшов у 2021 році, а наступний мініальбом, Stained Glass Love, вийшов у 2022 році.

## Учасники гурту
Поточні учасники
- Анджелін Армстронг (Angeline Armstrong) — вокалістка, кінорежисерка, письменниця (2020—теперішній час)
- Едвард Квінн (Edward Quinn) — мультиінструменталіст, продюсер (2020—теперішній час)
- Джошуа Моріарті (Joshua Moriarty) — мультиінструменталіст, продюсер (2020—теперішній час)[2]

## Історія
Гурт Telenova складається з Анджелін Армстронг, Едварда Квінна з гурту Slum Social і Джошуа Моріарті з гурту Miami Horror. 
Гурт сформував Кріс Уолла (Chris Walla) з гурту Death Cab For Cutie, на конкурсі APRA SongHubs, на початку 2020 року.
17 березня 2021 року дебютний сингл гурту Telenova, «Bones», був представлений на австралійському радіо Triple J в музичній програмі Home & Hosed. Сингл «Bones» був випущений наступного дня, як головний сингл з їхнього дебютного мініальбому. Разом з релізом вони оголосили про підписання контракту з Pointer Recordings, дочірньою компанією Remote Control Records. 19 березня гурт Telenova оголосив про тур на підтримку синглу. Концерти мали відбутися у Мельбурні та Сіднеї. Гурт дав два концерти з аншлагом у клубі Color Club у Мельбурні. Концерти у Сіднеї відбулися 24 березня в готелі Lansdowne і 8 квітня в клубі Northcote Social Club.
12 квітня гурт було оголошено найкращим виконавцем тижня на радіо Triple J.
20 квітня гурт Telenova був оголошений одним із 20 переможців фонду Music VR Backers Fund. Гранти в розмірі 2500 австралійських доларів спрямовувались артистам, які у своїх концертних виступах використовували технології віртуальної реальності. Переможці також могли взяти участь у фестивалі Beyond Boundaries Festival.
7 травня гурт випустив сингл «Tranquilize», другий сингл з їхнього дебютного мініальбому.
18 травня Анджелін Армстронг взяла участь у «60 Seconds With» — сегменті  музичної програми Home & Hosed на австралійському радіо Triple J, рекламуючи сингл гурту.
3 червня гурт анонсував дебютний мініальбом Tranquilize. Мініальбом Tranquilize вийшов 2 липня 2021 року.
5 липня гурт випустив сингл «Blue Valentine».
30 липня гурт було оголошено учасниками музичного фестивалю Queensland Music Festival 2021.
19 серпня 2022 року гурт випустив мініальбом Stained Glass Love.
У березні 2023 року гурт випустив сингл «Lost in the Rush» і оголосив про регіональний австралійський тур протягом квітня, травня та червня 2023 року.

## Музичний стиль і впливи
Музика гурту була класифікована як альтернативний поп, арт-поп, блюз, електроніка, електронний поп, інді-фолк, інді, поп, R&B і тріп-хоп.

## Дискографія

### Мініальбоми
| Назва              | Інформація про мініальбом                                                          |
| ------------------ | ---------------------------------------------------------------------------------- |
| Tranquilize        | - Реліз: 2 липня 2021 - Лейбл: Pointer - Формат: LP, digital download, streaming   |
| Stained Glass Love | - Реліз: 19 серпня 2022 - Лейбл: Pointer - Формат: LP, digital download, streaming |

### Сингли
| Назва                                | Рік  | Альбом             |
| ------------------------------------ | ---- | ------------------ |
| "Bones"                              | 2021 | Tranquilize        |
| "Tranquilize"                        | 2021 | Tranquilize        |
| "Blue Valentine"                     | 2021 | Tranquilize        |
| "Why Do I Keep You?"                 | 2022 | Stained Glass Love |
| "Haunted"                            | 2022 | Stained Glass Love |
| "Scarlet"                            | 2022 | Stained Glass Love |
| "Lost in the Rush"                   | 2023 | В очікуванні       |
| "Teardrop"                           | 2024 | В очікуванні       |
| "U Want More" (with Touch Sensitive) | 2024 | В очікуванні       |
| "Power"                              | 2024 | В очікуванні       |

#### Промо сингли
| Назва                               | Рік  | Альбом           |
| ----------------------------------- | ---- | ---------------- |
| "Hung Up" (Triple J Like a Version) | 2021 | Non-album single |

## Відеозйомка

### Музичні кліпи
| Назва                | Рік  | Джерело |
| -------------------- | ---- | ------- |
| "Bones"              | 2021 | [ 1 ]   |
| "Tranquilize"        | 2021 | [ 8 ]   |
| "Why Do I Keep You?" | 2022 | [ 29 ]  |
| "Stained Glass Love" | 2022 | [ 30 ]  |

## Концертні тури
- Тур на підтримку синглу Bones (2021)[5]
- Регіональний тур Lost in the Rush (2023)[14]
- Тур по Європі і Великій Британії (2023) разом зі співаком з Руелем (Ruel) з датами в Брюсселі, Гамбурзі, Осло, Стокгольмі, Копенгагені, Берліні, Відні, Мюнхені, Манчестері, Дубліні, Парижі, Лондоні, Брістолі, Афінах і Салоніках. Репертуар здебільшого складався з таких пісень (репертуар в Парижі): Temples, Scarlet, Tranquilize, Blue Valentine, Why do I hold you? , Power, Comedian, Silver Lining, Hung Up, Lost in the Rush, Bones.

## Нагороди та номінації

### AIR Awards
Australian Independent Record Awards (неофіційно відома як AIR Awards) — щорічна церемонія нагородження, проводиться з 2006 року. Призначена для визнання, популяризації та відзначення успіху сектору незалежної музики Австралії. Відзначає найкращі незалежно випущені австралійські сингли та альбоми року.
| Рік  | Номіновано               | Нагорода                                          | Результат | Ref.          |
| ---- | ------------------------ | ------------------------------------------------- | --------- | ------------- |
| 2022 | Telenova                 | Breakthrough Independent Artist of the Year       | Перемога  | [ 31 ]        |
| 2022 | "Tranquilize" (Remix EP) | Best Independent Dance or Electronica Album or EP | Номінація | [ 32 ]        |
| 2023 | Stained Glass Love       | Best Independent Country Album or EP              | Номінація | [ 33 ] [ 34 ] |
| 2023 | Stained Glass Love       | Best Independent Pop Album or EP                  | Номінація | [ 33 ] [ 34 ] |

### Australian Cinematographers Society Awards
15 листопада 2020 року Деніел Болт отримав нагороду за найкраще музичне відео на премії Australian Cinematographers Society Awards за постановку кліпу на пісню гурту Telenova, «Tranquilize».

### Music Victoria Awards
Music Victoria Awards — це щорічний вечір нагородження музикантів з австралійського штату Вікторія. Проводиться з 2006 року.
| Рік  | Номіновано | Нагорода      | Результат | Ref.   |
| ---- | ---------- | ------------- | --------- | ------ |
| 2022 | Telenova   | Best Pop Work | Номінація | [ 36 ] |
| 2022 | Telenova   | Best Group    | Номінація | [ 37 ] |
| 2023 | Telenova   | Best Pop Work | Номінація | [ 38 ] |